# NGC 6185
NGC 6185 (również PGC 58493 lub UGC 10444) – galaktyka spiralna (Sa), znajdująca się w gwiazdozbiorze Herkulesa. Odkrył ją John Herschel 27 kwietnia 1827 roku.